# Krasnodarskyj
Krasnodarskyj (ukrainisch Краснодарський; russisch Краснодарский Krasnodarski) ist eine Siedlung städtischen Typs im Osten der ukrainischen Oblast Luhansk mit etwa 300 Einwohnern.
Der Ort gehört administrativ zur Stadtgemeinde der 17 Kilometer östlich liegenden Stadt Krasnodon und ist hier der Siedlungsratsgemeinde Iswaryne zugeordnet (6 Kilometer nördlich gelegen), die Oblasthauptstadt Luhansk befindet sich 54 Kilometer nordwestlich des Ortes, der Ort liegt am Fluss Welyka Kamjanka (Велика Кам'янка), dieser stellt hier den Grenzfluss zum nördlich liegenden Russland dar.
Krasnodarskyj wurde in den 1940er Jahren als Bergarbeitersiedlung für die Zeche Krasnodarska (Краснодарська) gegründet und wurde 1959 zur Siedlung städtischen Typs erhoben. Seit Sommer 2014 ist der Ort im Verlauf des Ukrainekrieges durch Separatisten der Volksrepublik Lugansk besetzt.